# Jača nego ikad
Jača nego ikad je treći album hrvatskog glazbenog sastava Colonia koji sadrži 12 pjesama. Objavljen je 2000. godine.

## Popis pjesama
1. "Sexy body"
2. "Budi mi zbogom"
3. "1001 Noć"
4. "Deja vu"
5. "Bolja vremena"
6. "Jača nego ikad"
7. "Ti da bu di bu da"
8. "Zrno istine"
9. "Ti i ja"
10. "Od tvojih osmijeha"
11. "Laku noć"
12. "Ljubav ne stanuje tu"